# Xã Brookside, Quận Clinton, Illinois
Xã Brookside (tiếng Anh: Brookside Township) là một xã thuộc quận Clinton, tiểu bang Illinois, Hoa Kỳ. Năm 2010, dân số của xã này là 5.503 người.